# Epiactaeodes pictus
Epiactaeodes pictus is een krabbensoort uit de familie van de Xanthidae. De wetenschappelijke naam van de soort is voor het eerst geldig gepubliceerd in 1894 door Zehntner.